# Hermann Hardt
Hermann Richard Hardt (* 24. Mai 1866 in Lennep; † 10. Dezember 1938 in Lennep) war ein deutscher Kaufmann und Unternehmer als Mitinhaber der Tuchfabrik Johann Wülfing & Sohn.
Hardt war kommunalpolitisch als Stadtverordneter aktiv und gehörte zeitweise dem Kreistag sowie dem Provinziallandtag an. Er erhielt den Ehrentitel eines (königlich preußischen) Kommerzienrats und die Ehrenbürgerwürde der Stadt Lennep verliehen.
1917/1918 war er Leiter der Abteilung Textilien im Kriegsministerium. Weihnachten 1918 reiste er nach Luxemburg, wo die ersten Friedensverhandlungen mit der Entente stattfanden. 1919 nahm er als Delegierter an den Verhandlungen in Versailles teil.
Der heute in Remscheid-Lennep gelegene Hardtpark ist nach ihm benannt.